# Ara al-Kibli
Ara al-Kibli (arab. عرى القبلي) – miejscowość w Syrii, w muhafazie Idlib. W 2004 roku liczyła 1976 mieszkańców.